# Konstanty Fredro
Konstanty Fredro (ur. ok. 1760, zm. 27 października 1819), polski duchowny katolicki, kanonik przemyski.
Pochodził z rodziny szlacheckiej herbu Bończa, był synem Józefa (chorążego łomżyńskiego) i Teresy z Urbańskich, I voto hr. Butlerowej III v. bar. Bobowskiej. Brat Jacka, Elżbiety i Zofii Fredrów. Przyrodni brat hr. Butlerówien: Józefy za Krzysztofem Niemirowiczem-Szczyttem, Anny za Janem Wisłockim i Antoniny za Kazimierzem Ossolińskim.
Studiował w Wiedniu, w 1783 uzyskał doktorat z prawa kanonicznego (na podstawie rozprawy De episcoporum in dispensando libertate). Pracował jako proboszcz w Krzywczy. W lipcu 1784 został mianowany przez biskupa przemyskiego Antoniego Betańskiego kanonikiem honorowym kapituły w Przemyślu. W 1797 został kanonikiem gremialnym, w 1805 prepozytem kapituły. Od 1813 pełnił funkcję wikariusza generalnego i oficjała kolejnego biskupa przemyskiego, Antoniego Gołaszewskiego.
Znany kaznodzieja, w 1818 wydał zbiór Kazania odświętne w kościele katedralnym przemyskim miane (w dwóch tomach).